# Jacob Riis
Jacob Riis, né le 3 mai 1849 à Ribe au Danemark et mort le 26 mai 1914 à Barre (Massachusetts), est un photographe documentaire, réformateur et journaliste.
Il a influencé les mentalités et les réformes de l'ère progressiste grâce à sa lutte contre la pauvreté à New York.

## Biographie
Né en 1849, Jacob Riis est le fils de Ingrid Ferltle, enseignante à la Ribe Latin School, où il fait ses études. Il obtient un diplôme de charpentier, mais n'ayant pas réussi à se trouver du travail, il part pour l'Amérique au printemps 1870. Il s'établit à New York, mais sa situation financière ne s'améliore guère : « La faim, les regrets de la patrie et les humiliations furent son lot quotidien tandis qu’il passait d’un emploi à un autre. »

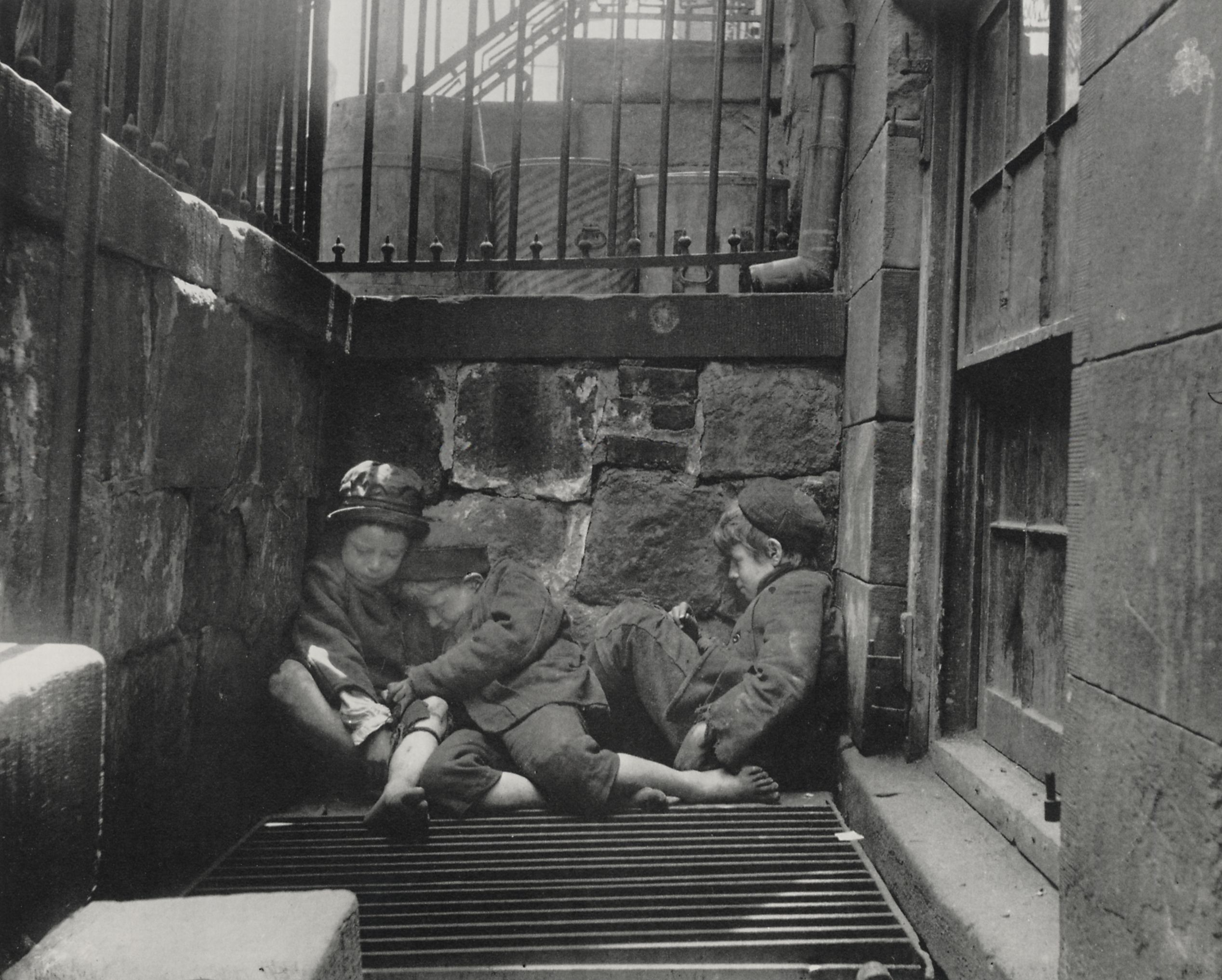
Enfants endormis à Mulberry Street (1890)

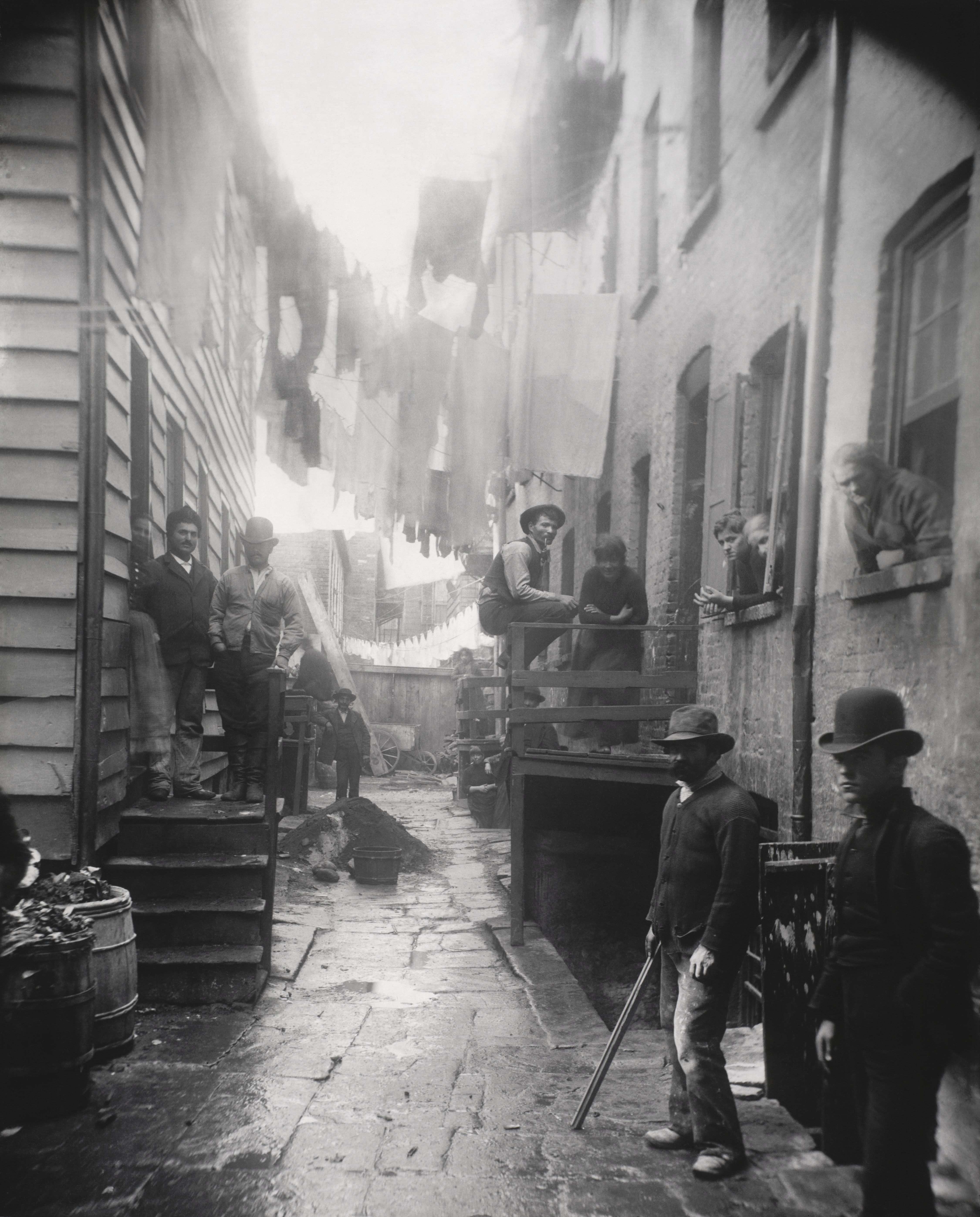
Bandit's Roost (Nid de Bandits), New York City (1888)

Il travaille comme reporter au New York Tribune de 1877 à 1888. Il est chargé de rendre compte des enquêtes policières qui se déroulent à New York. En 1877, il est engagé comme journaliste au New York Tribune et à l’Associated Press Bureau. Il entre dans l'univers de la presse populaire où prévaut une approche sensationnaliste. La compétition est féroce : « Ne pouvant rendre compte de façon réaliste de la problématique des conflits au sein du monde du travail ou des injustices sociales, les journalistes étaient obligés de mettre en avant l'aspect humain » pour placer leurs articles. Sa profession l'amène donc là où l'on peut trouver de telles histoires, c'est-à-dire dans les taudis new-yorkais, surtout habités par des immigrants. Il se spécialise dans les articles sur les quartiers miséreux du Lower East Side. Son engagement est imprégné des campagnes de réformes sociales de la revue londonienne The Graphic. Jacob Riis entre ainsi en contact avec des gens impliqués dans des œuvres de charité, qui veulent réformer la structure administrative des municipalités, des experts en logements qui souhaitent améliorer les conditions de vie dans les taudis ainsi que des gens qui développent les associations de solidarité entre immigrants.
Riis est ému par ce qu'il découvre dans les taudis. Au cours des années 1880, il continue à établir des contacts avec les spécialistes concernés par le problème de la pauvreté. Il rencontre des membres du ministère de la santé (Board of Health) et fait la connaissance de Roger S. Tracy, statisticien et inspecteur sanitaire. En 1885, il devient officiellement citoyen américain. Il consacre ses moments libres à collecter des fonds pour des organisations caritatives et à faire campagne pour sensibiliser l’opinion publique aux problèmes de la misère. Après avoir décrit les conditions de vie misérables des immigrants, Jacob Riis entreprend de trouver des solutions.
En 1888, il donne une conférence intitulée « Les Autres 50 % : comment ils vivent et meurent à New York »  devant la Society of Amateur Photographers. Il décide de compléter le texte de cette conférence à l’aide d’illustrations. Il pensait que ses conférences auraient plus d'impact si les gens pouvaient constater de visu les conditions de vie dans les quartiers insalubres. Il avait déjà pu constater la fascination qu'exerçait la photographie sur le public en organisant en 1886 des diaporamas grâce au procédé du « stereopticon ». Il réunit donc une équipe composée de Henry G. Piffard, Richard Hoe Lawrence (membres de la society of Amateur Photographers) et du Docteur John T. Nagel du ministère de la santé pour visiter les taudis new-yorkais. Le résultat sera How the Other Half Lives, publié en 1890.
Il continue, pendant plusieurs années, à sensibiliser le public à la pauvreté new-yorkaise en publiant des livres accompagnés de photographies. Il meurt en 1914.

## Œuvres
- How the Other Half Lives (1890)
- Children of the Poor (1892)
- Lower East Side (1897)
- Out of Mulberry Street (1898)
- The Battle With the Slum (1902)
- Children of the Tenement' (1903)
- Les taudis de Bayard Street à New York (1889)
- Children sleeping in Mulberry Street (1890)

## Expositions
- 28 novembre 1971 - 5 janvier 1972 : Jacob A. Riis : Beginn einer sozialkritischen Fotografie in den USA, mit weiteren Bildern von Lewis Hine und anderen, Musée Folkwang, Essen[9].
- 19 mars - 2 mai 2010 : Jacob A. Riis, Maison du Danemark, Paris[10].